# پادشاه (فیلم ۲۰۰۷)
پادشاه (به انگلیسی: King) فیلمی هندی محصول سال ۲۰۰۷ و به کارگردانی ماهش بابو است. در این فیلم بازیگرانی همچون پونیت راجکومار، رامایا، میرا جازمین و شریا سارن ایفای نقش کرده‌اند.